# Лагуна
Лагуна је залив одвојен од мора пешчаним наносима. Лагуна је плитко подручје слане или бочатне воде уз морску обалу које је у мањој или већој мјери затворено. Обично је одијељена од отвореног мора са ниским пјешчаним острвима (лидо) или кораљним превлакама. Лагуне се обично налазе уз ниске пјешчане морске обале, посебно на ушћима ријека у море.
Лагунама се исто називају и канали између копна и кораљних гребена, и воде у атолима (врста острва).
Познате су лагуне на обали Венецијанског залива, Балтичког мора, Црног мора и Мексичког залива.

## Дефиниција

### Лагуна и ушће
Лагуне су плитке, често издужене водене површине одвојене од веће водене површине плитким или изложеним плићаком, коралним гребеном или сличним обележјем. Неки ауторитети укључују слатководна тела у дефиницију „лагуне”, док други експлицитно ограничавају лагуну на водена тела са одређеним степеном сланости. Разлика између „лагуне” и „естуара” такође варира између власти. Ричард А. Дејвис млађи ограничава „лагуну“ на водене површине са малим или без дотока свеже воде, и са малим или без плимног тока, и назива „естуаром“ сваки залив који прима редован ток слатке воде. Дејвис наводи да се термини „лагуна“ и „естуар“ „често лабаво примењују, чак и у научној литератури“. Тимоти М. Куски карактерише лагуне као тела која су обично издужена паралелно са обалом, док су естуари обично потопљене речне долине, издужене управно на обалу. Обалске лагуне су класификоване као унутрашње водене површине.

### Корални гребени
Када се користи у контексту посебног дела екосистема коралних гребена, термин „лагуна“ је синоним за термин „залеђински гребен“, који научници коралних гребена чешће користе за исто подручје

### Имена
Многе лагуне не укључују „лагуну“ у своја уобичајена имена. Каритук, Албемарл и Памлико заливи у Северној Каролини, Велики јужни залив између Лонг Ајланда и баријерних плажа Фајер Ајланда у Њујорку, Оство Вајт залива, који одваја Оушан Сити од остатка округа Ворцестер у Мериленду, Банана река на Флориди, језеро Илавара у Новом Јужном Велсу, басен Монтросе у Шкотској, и Брод Вотер у Велсу, сви су класификовани као лагуне, упркос својим именима. У Енглеској, Флит на плажи Чесил је такође описана као лагуна.
У неким језицима реч за лагуну је једноставно врста језера: на кинеском је језеро ху ((湖), лагуна је сиху. (潟湖)
Неколико других језика има специфичне речи за такве водене површине. На шпанском, обалске лагуне су генерално laguna costera, али оне на обали Средоземног мора се посебно називају albufera, На руском и украјинском оне на Црном мору су liman (лиман), док је генеричка реч лагуна. Слично, на Балтику, дански има специфичну реч Nor, а немачки речи Bodden и Haff, као и генеричке термине изведене из лагуна. На Новом Зеланду маорска реч hapua се односи на обалску лагуну формирану на ушћу испреплетане реке где се налазе мешовите пешчане и шљунковите плаже, док је реч waituna општији појам.

## Етимологија
Лагуна је изведена од италијанске речи laguna, која се односи на воде око Венеције, Венецијанска лагуна. Лагуна је потврђена на енглеском бар од 1612. године, а англикована је у „lagune“ до 1673. Године 1697, Вилијам Дампјер је поменуо „Лагуну или језеро слане воде“ на обали Мексика. Капетан Џејмс Кук описао је острво „овалног облика са лагуном у средини“ 1769. године.

## Атолске лагуне
Атолске лагуне се формирају како корални гребени расту према горе док се острва која окружују гребени спуштају, све док на крају само гребени не остану изнад нивоа мора. За разлику од лагуна које формирају обалу рубних гребена, атолске лагуне често садрже неке дубоке (>20 метара; 65') делове.

## Галерија
- Сателитска слика атола Атафу у Токелауу у Тихом океану
- Лагоа дос Патос, највећа лагуна у Јужној Америци, у бразилској држави Рио Гранде до Сул.
- Поглед из ваздуха на Бора Бору у Француској Полинезији.
- Поглед из ваздуха на Кивалину, Аљаска са северозапада.
- Скоро половина подручја Киритиматија је прекривена лагунама, нешто слатководне и неке морске воде.
- Лагуна Нуса Лембонган, Бали, Индонезија.
- Панорамски поглед на градску лагуну Лефкада, острво Лефкада, префектура Јонских острва, Грчка.
- Панорамски поглед на лагуну Прокопос, Ахаја, префектура Западне Грчке, Грчка.
- Тропска лагуна у заливу Бакуит, Палаван, Филипини.
- Фотографија Мар Менора како се види са Међународне свемирске станице.